# تواصل لاعنفي

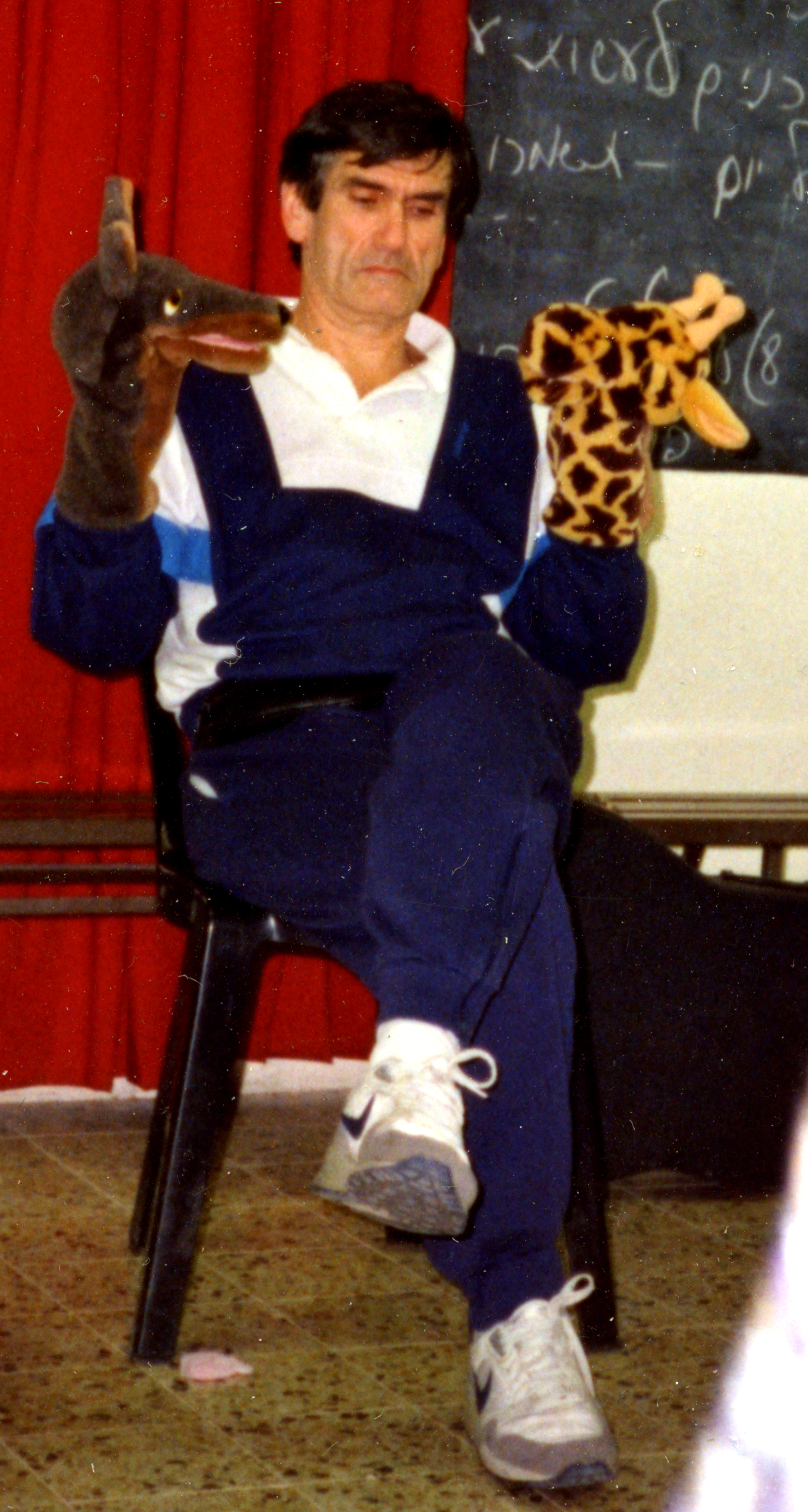
مارشال روزنبرغ يحاضر في وشة عن "التواصل اللاعنفي" (1990)

الاتصال اللاعنفي (ويسمى أيضا الاتصال الرحيم أو الاتصال التعاوني) هو عملية اتصال وضعها مارشال روزنبرغ في بدايات الستينات من القرن العشرين. تركز هذه الطريقة على ثلاثة جوانب من التواصل: التعاطف الذاتي (الذي يُعرَّف بأنه وعي عميق ورحيم للتجربة الداخلية الخاصة)، والتعاطف (الذي يُعرَّف بأنه فهم القلب الذي يرى الجمال في الشخص الآخر)، وتعبير ذاتي صادق (يُعرَّف بأنه تعبير عن الذات بشكل حقيقي بطريقة يحتمل أن تلهم التعاطف عند الآخرين).
ويستند التواصل اللاعنفي إلى فكرة أن جميع البشر لديهم القدرة على التعاطف ولا يلجأون إلى العنف أو السلوك الذي يضر الآخرين إلا عندما لا يعرفون استراتيجيات أكثر فعالية لتلبية الاحتياجات. يتم تعلم عادات التفكير والتحدث التي تؤدي إلى استخدام العنف (النفسي والجسدي) من خلال الثقافة. نظرية التواصل اللاعنفي تفترض أن كل السلوكيات البشرية تنبع من محاولات لتلبية الاحتياجات الإنسانية العامة، وأن هذه الاحتياجات ليست في صراع. ينشأ الصراع عندما تتصادم استراتيجيات تلبية الاحتياجات. تقترح عملية التواصل اللاعنفي أنه إذا تمكن الناس من تحديد احتياجاتهم، واحتياجات الآخرين، والمشاعر التي تحيط بهذه الاحتياجات، يمكن تحقيق انسجام.

## تطبيقات
تم تطبيق التواصل اللاعنفي في مؤسسات وشركات، في التربية، والتعليم، والوساطة، وفي العلاج النفسي، والرعاية الصحية، في معالجة مشاكل الأكل، في السجون، وكأساس لكتاب للأطفال، وفي سياقات أخرى.
وقال روزنبرغ انه استخدم الاتصال اللاعنفي في برامج سلام في مناطق صراع مثل رواندا وبوروندى ونيجيريا وماليزيا واندونيسيا وسريلانكا وكولومبيا وصربيا وكرواتيا وايرلندا والشرق الأوسط بما فيها الاراضى الفلسطينية المحتلة.